# Kooktoestel

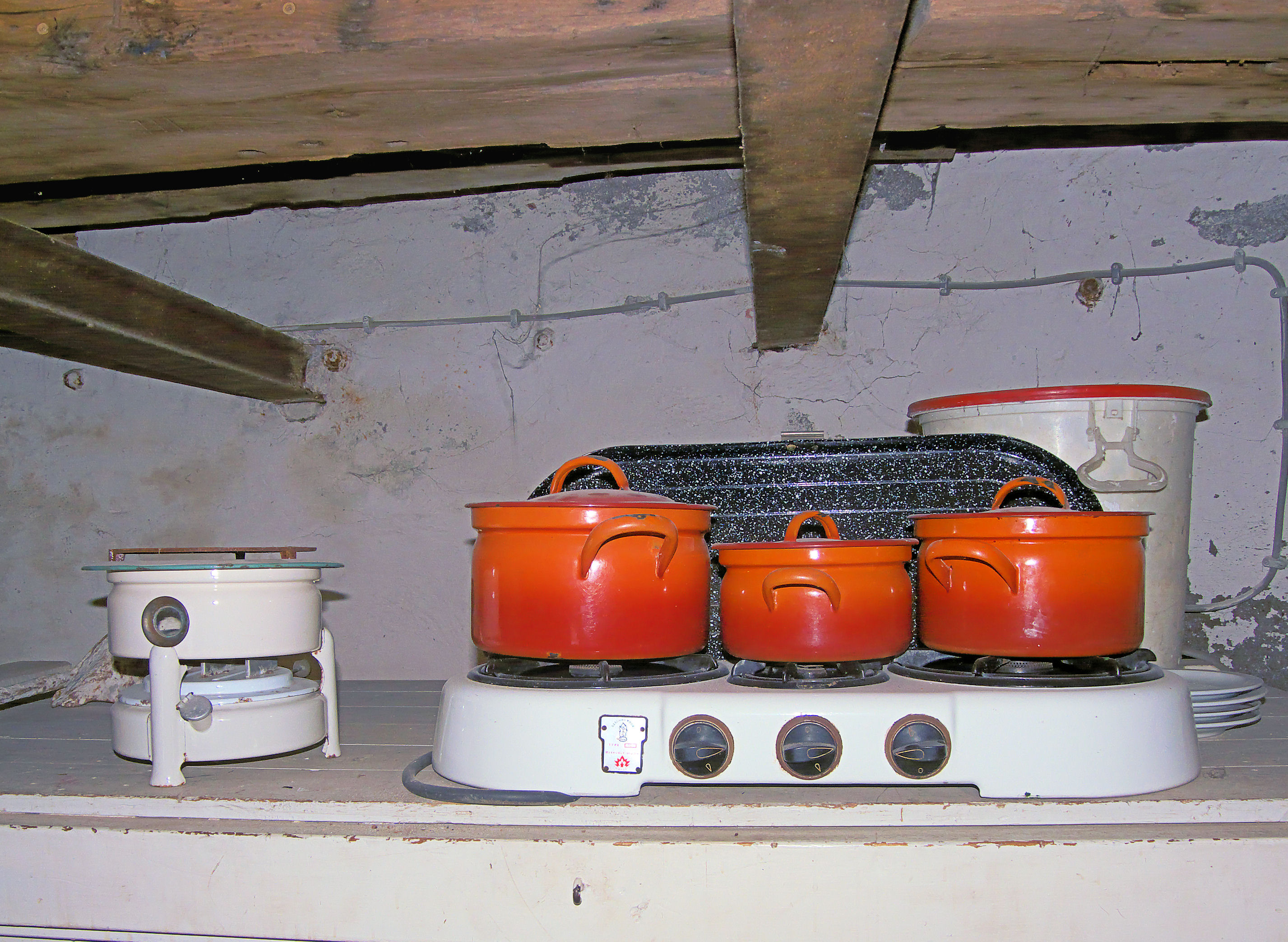
Links een petroleumstel; rechts een los gaskookstel.

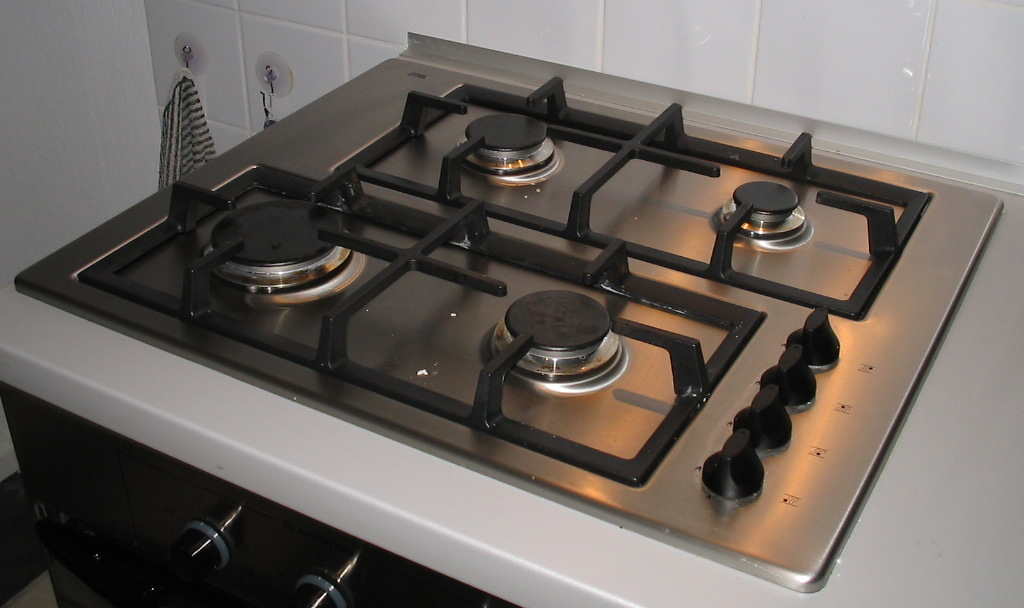
Een gaskookplaat, ingebouwd in het werkblad van een keuken.

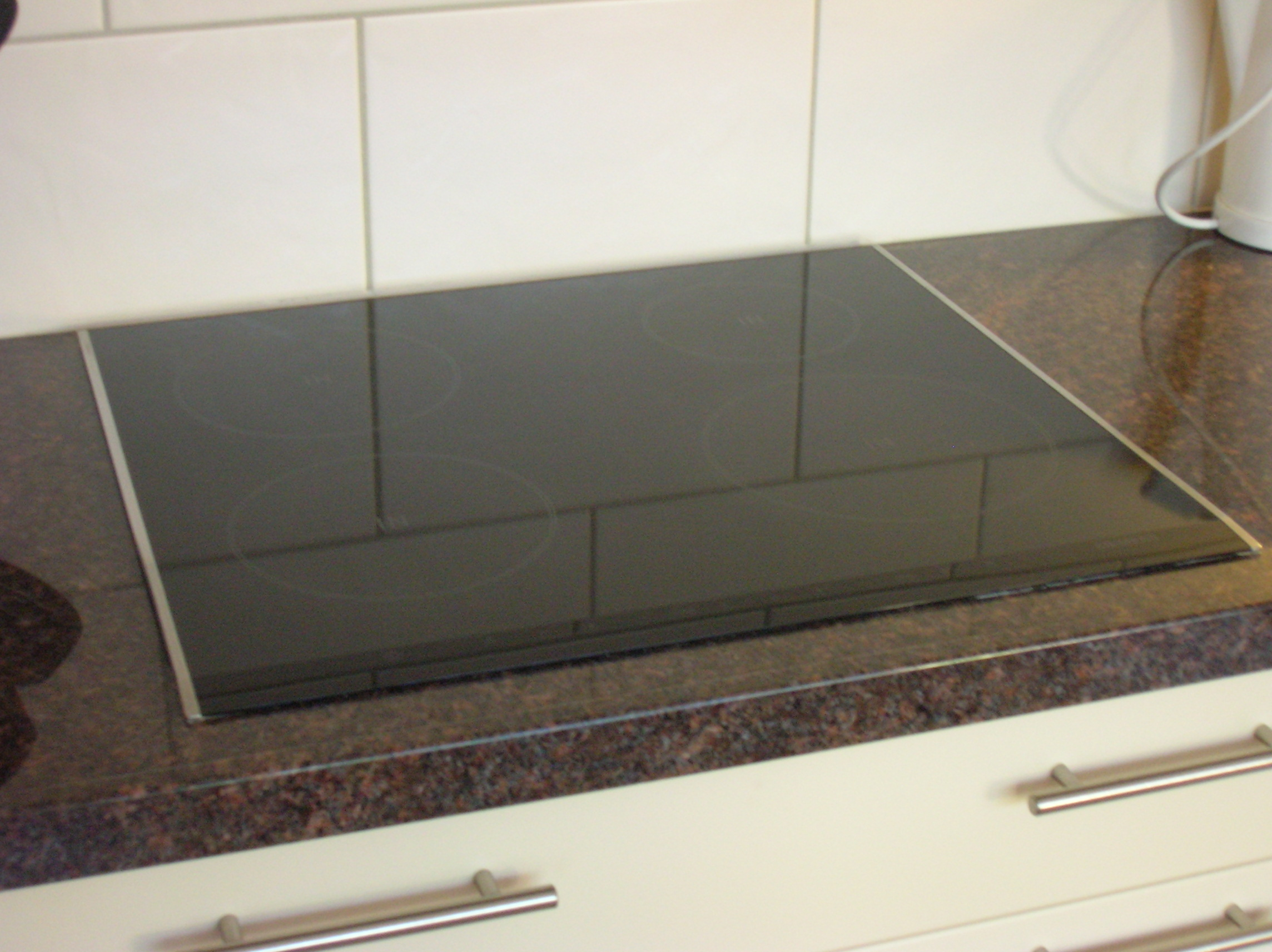
Een inbouw-inductiekookplaat

Een kooktoestel of komfoor is vaak een kookplaat, dit is een toestel waarop een pan geplaatst kan worden om via verwarming van de pan de inhoud op te warmen, te koken of te bakken. Een ander kooktoestel is een magnetron. Deze verwarmt het eten of drinken rechtstreeks.
Een kooktoestel is meestal in de keuken te vinden, met daarboven eventueel een afzuigkap.
Als een kooktoestel gecombineerd wordt met een oven dan spreekt men van een fornuis.

## Voorlopers
Oorspronkelijk werd gekookt in een ketel die boven het open vuur hing, of op een kachel.

## Kooktoestellen
- De plattebuiskachel is ontworpen om ook als kooktoestel te dienen. Op het platte deel van de schoorsteen konden meerdere pannen staan.
- Het kolenfornuis en het houtfornuis, als zelfstandig apparaat.
- Het petroleumstel waarbij petroleum als brandstof wordt gebruikt.
- De gaskookplaat, gas-op-glaskookplaat, gaspitten verwerkt in werkblad of gasvuur. Hierbij wordt de open verbranding van lichtgas, aardgas, of in flessen geleverd butaan gebruikt als warmtebron.
- De elektrische kookplaat (klassiek of in de vorm van een keramische kookplaat) Hierbij wordt elektriciteit in een weerstand omgezet in warmte (joule-effect) die gebruikt wordt om de pan op te warmen. Pannen moeten hierbij een vlakke en stevige bodem hebben.
- Inductiekookplaat, hierbij worden, via inductie, wervelstromen in een ijzeren (onderdeel van een) pan opgewekt die de pan zelf verwarmen en niet de kookplaten.

## Symboliek
In de iconografie is een komfoor het attribuut van de gepersonifieerde standvastigheid.

## Trivia
- Van 1932 tot 1973 was er de Vrouwen Electriciteits Vereeniging (VEV), later de Nederlandse Vrouwen Energievereniging (NVEV), bedoeld om juist bij de vrouwelijke bevolking draagvlak te vinden voor elektrische apparaten; in het bijzonder elektrische kooktoestellen.

airfryer
· barbecue 
· eierkoker
· fonduepan
· fornuis
· frituurpan 
· gascomfort 
· gourmetstel 
· kolenfornuis
· kookplaat 
· magnetron 
· multicooker
· oven 
· petroleumstel
· primus
· rijstkoker
· steengrill
· stoomkoker